# Governació de Sussa
La governació o wilaya de Sussa o Sousse (àrab: ولاية سوسة, wilāyat Sūsa) és una divisió administrativa de primer nivell de Tunísia a la costa nord oriental. La capital n'és la ciutat de Sussa o Sousse, amb prop de mig milió d'habitants. Té una línia de costa de 75 km. Limita amb les governacions de Nabeul al nord, de Zaghouan i Kairuan a l'oest i de Mahdia al sud. Té una superfície de 2.669 km² i una població aproximada de 590.400 habitants l'any 2008 (557.700 l'any 2005).

## Economia
L'activitat principal és el turisme i els serveis (prop del 40% de la població). A l'agricultura i la pesca només s'hi dedica el 5% de la població (la principal producció és l'oliva). Disposa de l'aeroport internacional d'Enfidha o Enfida, 40 km al nord de Sussa. La governació té 9 zones industrials estatals: Sidi Abdelhamid I, Sidi Abdelhamid II, Kalâa Kébira I, Kalâa Kébira II, Enfidha I, Enfidha II, Bouficha, Kondar i Sidi El Hani (dues d'elles privades).

## Organització administrativa
La governació fou creada el 21 de juny de 1956. El 24 de maig de 1973 va incorporar territoris de la governació de Nabeul. El 9 de març de 1974 va perdre part del seu territori per contribuir a formar la nova governació de Mahdia i se'n va segregar una altra part per formar la nova governació de Monastir.
El seu codi geogràfic és 31 (ISO 3166-2:TN-12).

### Delegacions
Està dividida en setze delegacions o mutamadiyyes i 105 sectors o imades:
- Sousse Medina (31 51)
  - Bou Jâafer (31 51 51)
  - El Medina (31 51 52)
  - Ali Belhouan (31 51 53)
  - Mohamed Mâarouf (31 51 54)
  - Khezama (31 51 55)
- Sousse Riadh (31 52)
  - Ezzouhour (31 52 54)
  - Cité Er-Riadh (31 52 55)
  - El Ahd El Jadid (31 52 56)
- Sousse Jawhara (31 53)
  - Oued Blibane (31 53 51)
  - Hached (31 53 52)
  - Hédi Chaker (31 53 53)
  - Bou Hassina (31 53 54)
  - Mohamed El Karoui (31 53 55)
  - Sahloul (31 53 56)
- Sousse Sidi Abdelhamid (31 54)
  - Taieb M’hiri (31 54 51)
  - Ibn Khaldoun (31 54 52)
  - Ksibet Ech-Chatt (31 54 53)
  - Sidi Abdelhamid (31 54 54)
- Hammam Sousse (31 55)
  - El Medina (31 55 51)
  - El Kantaoui (31 55 52)
  - Bir Moussa (31 55 53)
  - Sahloul (31 55 54)
  - El Gharabi (31 55 55)
- Akouda (31 56)
  - Akouda Est (31 56 51)
  - Akouda Ouest (31 56 52)
  - Chott Meriam (31 56 53)
  - Chott Er-Romane (31 56 54)
  - El Fokaïa (31 56 55)
  - Ettantana (31 56 56)
- Kalaa Kebira (31 57)
  - El Jarabâa (31 57 51)
  - Zearna Ouest (31 57 52)
  - Zearna Est (31 57 53)
  - Ouled Mhamed (31 57 54)
  - Essed Ouest (31 57 55)
  - Balaoum (31 57 56)
- Sidi Bou Ali (31 58)
  - Sidi Bou Ali (31 58 51)
  - Essed Sud (31 58 52)
  - Essed Nord (Essateh) (31 58 53)
  - Ech-Chouicha (31 58 54)
  - Ouriemma (31 58 55)
  - Menzel El Mahatta (31 58 56)
  - Mehadhba (31 58 57)
- Hergla (31 59)
  - Hergla (31 59 51)
  - El Aribet (31 59 52)
  - Essouieh (31 59 53)
- Enfidha (31 60)
  - Enfidha (31 60 51)
  - El Frada (31 60 52)
  - Gerimet Est (31 60 53)
  - Gerimet Ouest (31 60 54)
  - Chégarnia (31 60 55)
  - Ouled Abdellah (31 60 56)
  - Takrouna (31 60 57)
  - Menzel Fateh (31 60 58)
  - El Garci (31 60 59)
  - Aïn Medhaker (31 60 60)
  - Hicher (31 60 61)
  - Menzel Dar Belouar (31 60 62)
  - Mrabet Hached (31 60 63)
- Bouficha (31 61)
  - Bouficha (31 61 51)
  - Oued El Kharroub (31 61 52)
  - Sidi Khalifa (31 61 53)
  - Essafha (31 61 54)
  - Sidi Saïd (31 61 55)
  - Aïn Errahma (31 61 56)
  - El Methalit (31 61 57)
  - Esselloum (31 61 58)
  - Sidi M’tir (31 61 59)
- Kondar (31 62)
  - Kondar (31 62 51)
  - Bir El Jedid (31 62 52)
  - Belalma (31 62 53)
  - Bechachma (31 62 54)
  - Ouled El Abed (31 62 55)
  - Gmata (31 62 56)
  - Ouled Ameur (31 62 57)
- Sidi El Heni (31 63)
  - Sidi El Héni Centre (31 63 51)
  - Sidi El Héni Ouest (31 63 52)
  - Sidi El Heni Sud (31 63 53)
  - Ouled Ali Belhani (31 63 54)
  - Korussia Ouest (31 63 55)
  - Kroussia Centrale (31 63 56)
- M'saken (31 64)
  - Ettouara Nord (31 64 51)
  - Ettouara Sud (31 64 52)
  - Jedidine (31 64 53)
  - Jebline (31 64 54)
  - Habib Thameur (31 64 55)
  - Mouredine (31 64 56)
  - Mneaema (31 64 57)
  - El Gharbine (31 64 58)
  - El Kenaïes (31 64 59)
  - El Kebline (31 64 60)
  - Ennour (31 64 61)
  - El Frady (31 64 62)
  - Borgine (31 64 63)
  - Beni Rabïaa (31 64 64)
  - Béni Khalthoum (31 64 65)
  - Nejajra (31 64 66)
  - Messâdine (31 64 67)
- Kalaa Seghira (31 65)
  - Kalâa Seghira Est (31 65 51)
  - Kalâa Seghira Hached (31 65 52)
  - Kalâa Seghira Ville (31 65 53)
  - En-Nagr (31 65 54)
  - Oued Leya (31 65 55)
- Zaouit-Ksibet-Thrayet (31 66)
  - Zaouit Sousse (31 66 51)
  - Ksibet Sousse (31 66 52)
  - Thrayet (31 66 53)

### Municipalitats
Està dividida en divuit municipalitats o baladiyyes i catorze circumscripcions o dàïres:
- Sousse (31 11)
  - Sousse Atika (31 11 11)
  - Sousse Nord (31 11 12)
  - Cité Riadh (31 11 13)
  - Sousse Sud (31 11 14)
- Ksibet Thrayet (31 12)
- Ezzouhour (31 13)
- Zaouiet Sousse (31 14)
- Hammam Sousse (31 15)
  - Hammam Sousse Medina (31 15 11)
  - El Kantaoui (31 15 12)
  - Sahloul El Gharabi (31 15 13)
- Akouda (31 16)
  - Akouda (31 16 11)
  - Ettantana (31 16 12)
- Kalâa Kebira (31 17)
- Sidi Bou Ali (31 18)
- Hergla (31 19)
- Enfidha (31 20)
- Bouficha (31 21)
  - Bouficha (31 21 11)
  - El Yasmine (31 21 12)
- Sidi El Heni (31 22)
- M'Saken (31 23)
  - M'Saken (31 23 11)
  - El Hay El Jadid (31 23 12)
  - M'Saken Sud (31 23 13)
- Kalâa Seghira (31 24)
- Messâdine (31 25)
- Kandar (31 26)
- Gerimet Hicher (31 27)
- Chott Meriam (31 28)